# Rajd Wisły 1983
Rajd Wisły 1983 – 31. edycja Rajdu Wisły. Był to rajd samochodowy rozgrywany od 21 do 22 października 1983 roku. Była to trzecia runda Rajdowych Samochodowych Mistrzostw Polski w roku 1983. Rajd składał się z dziewiętnastu odcinków specjalnych i dwóch prób szybkości na Jaszowcu po 24 km każda. Został rozegrany na nawierzchni szutrowej i asfaltowej. Zwycięzcą rajdu został Andrzej Koper.

## Wyniki końcowe rajdu[1][2]
| Miejsce | Kierowca             | Pilot                | Samochód              | Czas      | Strata   | Grupa Klasa |
| ------- | -------------------- | -------------------- | --------------------- | --------- | -------- | ----------- |
| 1       | Andrzej Koper        | Jacek Lewandowski    | Renault 5 Alpine      | 1:20:43.1 | -        | II/8        |
| 2       | Ryszard Granica      | Tomasz Szostak       | Renault 5 Alpine      | 1:27:24.4 | +6:41.3  | II/8        |
| 3       | Andrzej Białowąs     | Wojciech Ondraczek   | FSO 1500 A            | 1:28:36.8 | +7:53.7  | A-FSO       |
| 4       | Paweł Przybylski     | Mirosław Szulc       | FSO 1500 A            | 1:29:08.1 | +8:25.0  | A-FSO       |
| 5       | Grzegorz Malinowski  | Marek Pawłowski      | FSO 1600 A            |           |          | A-FSO       |
| 6       | Stanisław Skrzynecki | Krzysztof Szymczak   | Polski Fiat 125p 1500 |           |          | A-FSO       |
| 7       | Ryszard Adamek       | Jerzy Stopa          | FSO 1500 A            |           |          | A-FSO       |
| 8       | Andrzej Witkowicz    | Marek Oziębło        | Ford Escort RS1600i   | 1:31:05.5 | +10:22.4 | I/1-8       |
| 9       | Czesław Zadygowicz   | Tadeusz Wieczeryński | FSO Polonez 2000      | 1:31:28.5 | +10:45.4 | II/9-15     |
| 10      | Tadeusz Buksowicz    | Zbigniew Kabulski    | Polski Fiat 125p 1500 |           |          | A-FSO       |